# Martin-Luther-Kirche (Berlin-Gesundbrunnen)

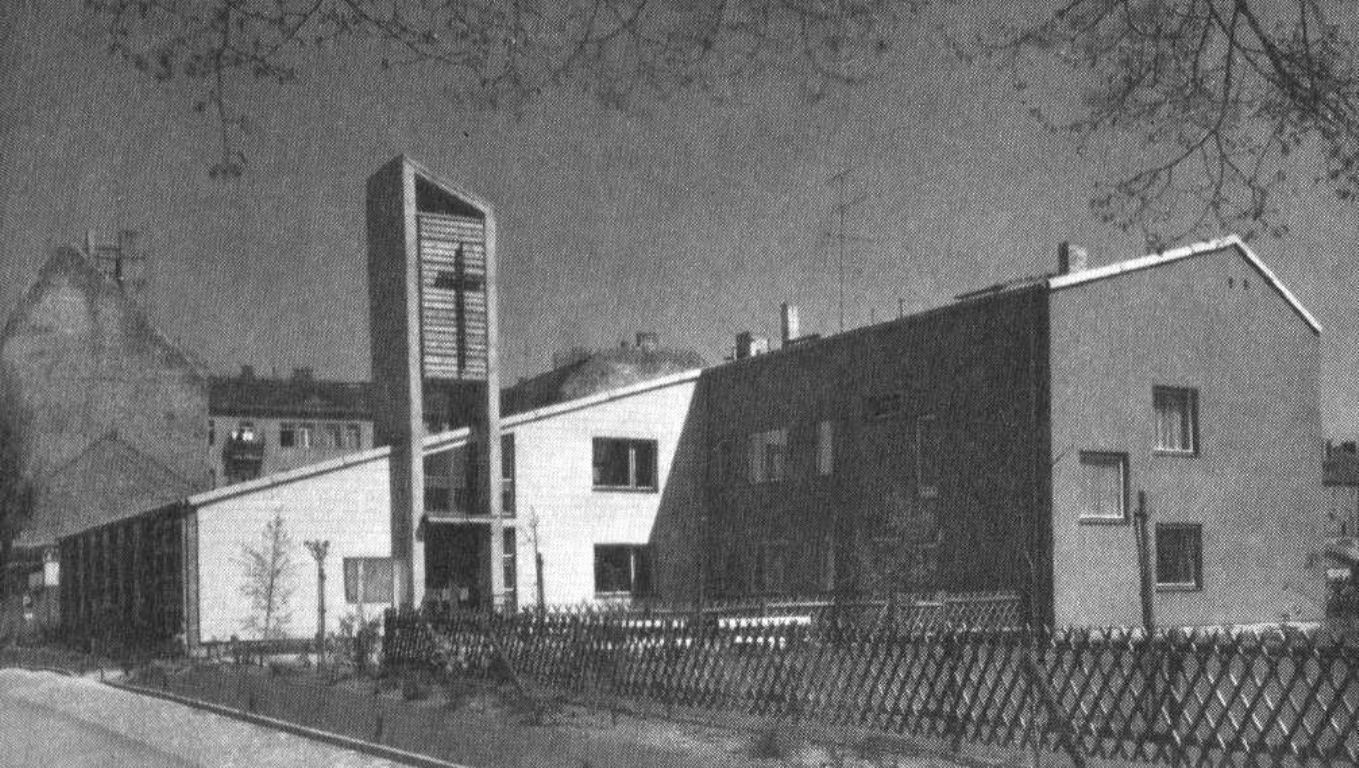
Martin-Luther-Kirche

Die ehemalige evangelische Martin-Luther-Kirche war Bestandteil eines von Wolfgang Pingel entworfenen Gemeindezentrums, das auf dem Grundstück Wollankstraße 84–94 im Berliner Ortsteil Gesundbrunnen (ehemals: Wedding) des heutigen Bezirks Mitte stand.

## Geschichte
Durch den Bau der Berliner Mauer im Jahr 1961 wurde der West-Berliner Teil der Gemeinde von der Ev. Martin-Luther-Gemeinde in Pankow abgetrennt (Denkmallisteneintrag). Für ihn wurde 1962–1963 an der Wollankstraße ein Gemeindezentrum mit einer Saalkirche und einem zweigeschossigen Gebäude errichtet, das Kinder- und Jugendfreizeiteinrichtungen, eine Wohnung und ein Arbeitszimmer für den Pfarrer, sowie Räume für die Konfirmanden und die Sozialstation enthielt.
Der vollständige Gemeindename lautete Ev. Kirchengemeinde Martin-Luther Pankow-West. Der letzte Gottesdienst fand am Ostermontag 2004 statt. Danach erfolgte die Entwidmung des Gotteshauses und anschließend der Abriss, weil eine Sanierung des Baus schätzungsweise eine halbe Million Euro gekostet hätte. Der Gemeindekirchenrat hatte diesen ersten Abriss einer evangelischen Kirche in Berlin mit der Landeskirche abgestimmt. Nach dem Abriss zog die Gemeinde in den erhalten gebliebenen Gebäudetrakt, der für 130.000 Euro umgebaut wurde. Die Gemeinde fusionierte später mit denen von St. Paul und Stephanus zur Evangelischen Kirchengemeinde an der Panke.

## Baubeschreibung
Bei dem zweiflügeligen Gebäudekomplex wurde der Gebäudetrakt, der den Kirchenraum enthielt, aus hölzernen Bauteilen errichtet, die das Schwedische Hilfswerk gespendet hatte. Das zweigeschossige Gebäude, das noch heute existiert, ist ein verputzter Mauerwerksbau. Die beiden Baukörper wurden durch ein gemeinsames asymmetrisches Satteldach zusammengefasst. Zwei Wandscheiben aus Stahlbeton, die in den Giebel der Kirche hineinragten, dienten als Portal und Glockenturm. Zwischen den beiden Wandscheiben saß die Glockenstube, die mit einem Pultdach bedeckt war. In ihr hing ein Geläut aus zwei Bronzeglocken, das 1963 die Glocken- und Kunstgießerei Rincker goss:
| Schlagton | Gewicht (kg) | Durchmesser (cm) | Höhe (cm) | Krone (cm) | Inschrift in der Flanke           |
| --------- | ------------ | ---------------- | --------- | ---------- | --------------------------------- |
| g'        | 613          | 102              | 81        | 17         | DEINE TORE SOLLEN LOB HEISSEN.    |
| a'        | 460          | 091              | 73        | 15         | DEINE MAUERN SOLLEN HEIL HEISSEN. |

Der Altarbereich ließ sich durch eine Falttür vom übrigen Kirchenraum abtrennen.